# Baillet-en-France
Baillet-en-France  est une commune du Val-d'Oise située en plaine de France, à l'orée de la forêt de L'Isle-Adam et à environ 20 km au nord de Paris.
Ses habitants sont appelés les Baillotais.

## Géographie

### Description
Baillet-en-France est une commune périurbaine du Pays de France située à 23 km au nord de Paris et à 18 km à l'est de Cergy, entre le parc naturel régional du Vexin français et le parc naturel régional Oise-Pays de France.
La commune s'étend au pied méridional des pentes de la forêt de L'Isle-Adam sur la plaine de France.

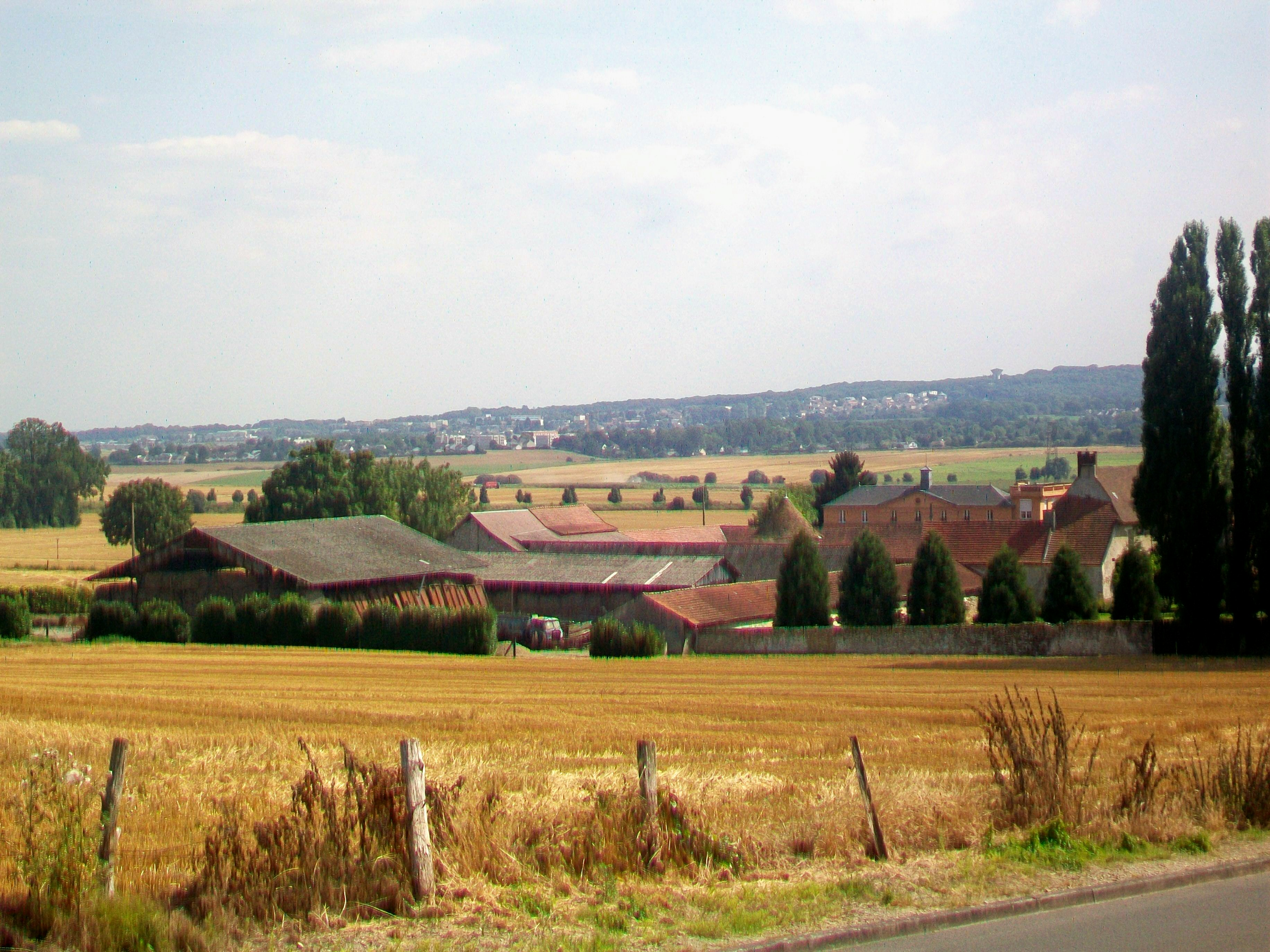
Paysage de la commune : la ferme du Grand Gournay.

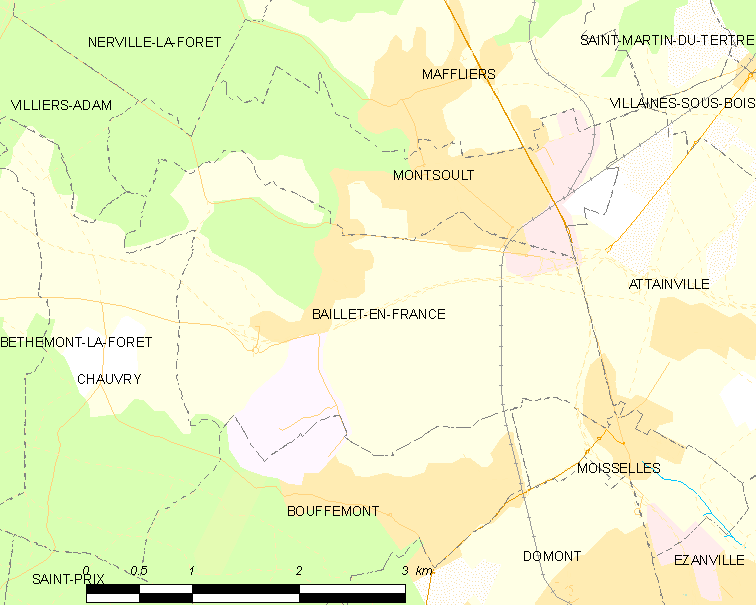
Carte de la commune.
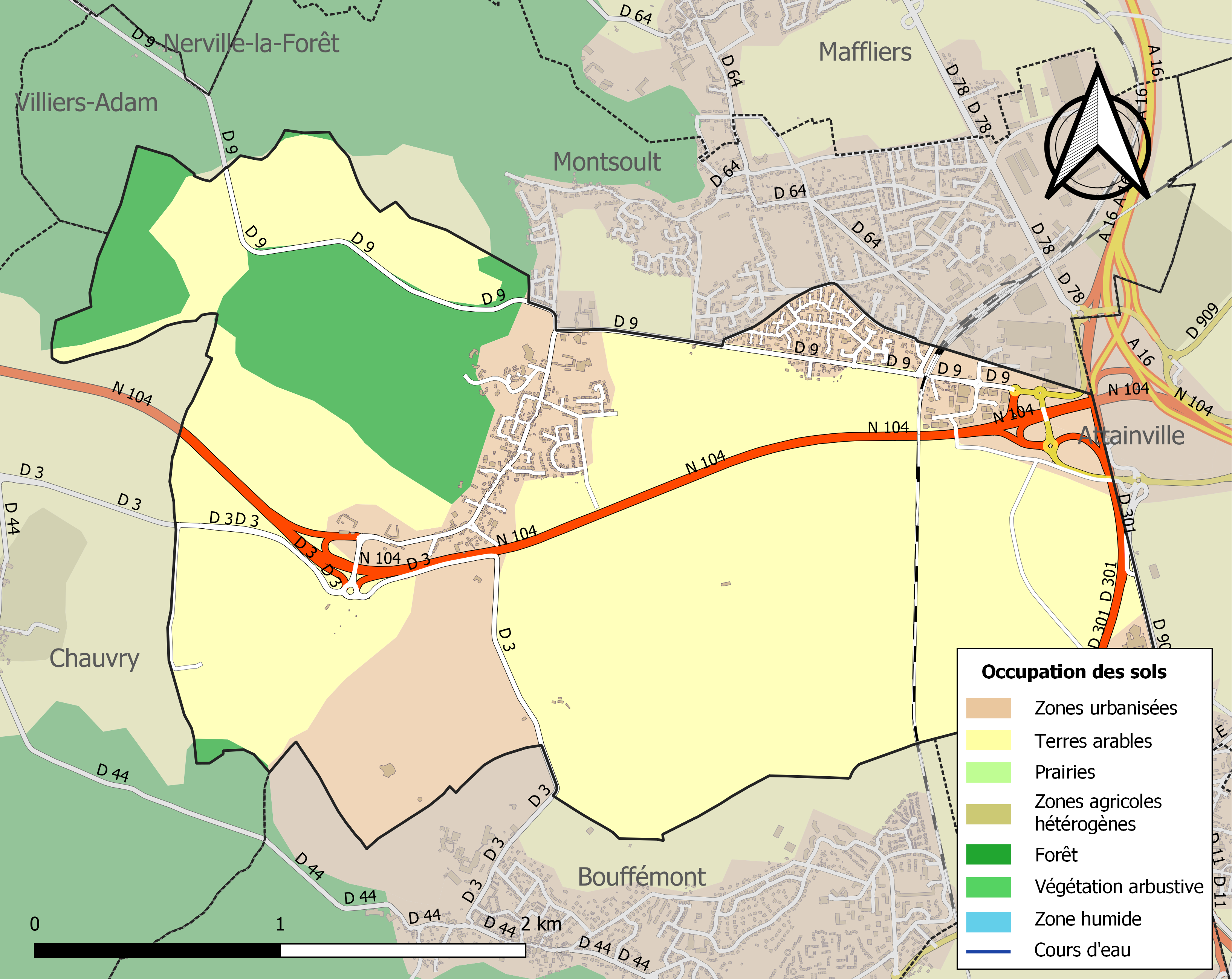
Occupation des sols.

### Communes limitrophes
La commune est limitrophe de Moisselles, Bouffémont, Chauvry, Montsoult, et Attainville.
|         | Montsoult         |             |
| Chauvry | Baillet-en-France | Attainville |
|         | Bouffémont        | Moisselles  |

### Climat
Pour des articles plus généraux, voir Climat de l'Île-de-France et Climat du Val-d'Oise.
En 2010, le climat de la commune est de type climat océanique dégradé des plaines du Centre et du Nord, selon une étude du CNRS s'appuyant sur une série de données couvrant la période 1971-2000. En 2020, Météo-France publie une typologie des climats de la France métropolitaine dans laquelle la commune est dans une zone de transition entre le climat océanique et le climat océanique altéré et est dans la région climatique Sud-ouest du bassin Parisien, caractérisée par une faible pluviométrie, notamment au printemps (120 à 150 mm) et un hiver froid (3,5 °C).
Pour la période 1971-2000, la température annuelle moyenne est de 11,1 °C, avec une amplitude thermique annuelle de 14,7 °C. Le cumul annuel moyen de précipitations est de 692 mm, avec 11,2 jours de précipitations en janvier et 8,2 jours en juillet. Pour la période 1991-2020, la température moyenne annuelle observée sur la station météorologique la plus proche, située sur la commune de Bonneuil-en-France à 14 km à vol d'oiseau, est de 12,1 °C et le cumul annuel moyen de précipitations est de 616,3 mm,. Pour l'avenir, les paramètres climatiques de la commune estimés pour 2050 selon différents scénarios d'émission de gaz à effet de serre sont consultables sur un site dédié publié par Météo-France en novembre 2022.

## Urbanisme

### Typologie
Au 1er janvier 2024, Baillet-en-France est catégorisée ceinture urbaine, selon la nouvelle grille communale de densité à sept niveaux définie par l'Insee en 2022.
Elle appartient à l'unité urbaine de Montsoult, une agglomération intra-départementale regroupant trois  communes, dont elle est ville-centre,,. Par ailleurs la commune fait partie de l'aire d'attraction de Paris, dont elle est une commune de la couronne,. Cette aire regroupe 1 929 communes,.

### Voies de communication et transports
La commune est desservie par la Croix-Verte, un vaste échangeur qui connecte la route nationale 104 (La Francilienne), l'ancienne route nationale 1 (actuelle RD 301) et l'autoroute A16.

## Toponymie
Baalai, Baalei, Baalli.
Le nom de Baillet provient probablement du latin baliolum, peut-être dérivé du celte bali, « allée d'ombre ».

## Histoire

### Préhistoire
Un site protohistorique a été découvert sur le territoire de Baillet, avec du mobilier céramique et en pierre (broyeur à grain).

### Antiquité et Moyen Âge
Le site est occupé dès le Ve siècle av. J.-C. comme l'atteste la découverte d'un habitat rural sur son territoire. Le village est pour première fois mentionné en 832 dans un inventaire de l'abbaye de Saint-Denis que fit Hilduin.
Baillet passa ensuite à la maison de Courtenay, puis à une famille désignée par un sobriquet. Un des membres de cette dernière, Jean Hutin, surnommé le Baveux, était chambellan du duc de Bourgogne en 1379.
Lors de la guerre de Cent Ans, les Anglais anéantissent le village entre 1420-1436.
Jehanne la Baveuse, fille de Jean, dame de Baillet en 1446, rendait hommage au duc de Bourgogne, à cause de son fief, qui relevait du comté de Clermont.
Son fils Jacques prit le nom d'une seigneurie d'O, qu'il possédait entre Sées et Argentan. Il était chambellan du duc de Bourgogne. Ses deux héritiers, Charles et Jacques, morts, l'un en 1584 et l'autre en 1613, furent inhumés dans l'église de Baillet, qui est dédiée à saint Martin. Au XVIIIe siècle, le village de Baillet avait passé en diverses mains mais le duc de Lauraguais en possédait la plus grande partie.
Le fief, possession des comtes d'O au Moyen Âge, se développe autour de son château féodal, avant de devenir une possession des Guise qui plongent la région dans les guerres de Religion.

### Époque moderne
Le duc de Choiseul-Praslin acquiert le village au XIXe siècle et en devient le bienfaiteur; il fait passer la commune dans l'ère moderne. Le village est pillé durant la guerre de 1870.
Le château est acheté en 1937 par l'Union fraternelle des métallurgistes CGT de la région parisienne qui le transforme ainsi que son parc en parc de loisirs après l'instauration des congés payés en 1936. Saisi en 1939, le château est transformé par le Gouvernement Daladier  en un camp d’internement pour prisonniers politiques,, puis en novembre 1940 en un centre des jeunesses pétainistes. Restitué à la CGT après-guerre, il fonctionne jusqu'en 1972, date à laquelle il est vendu à la C.N.P.O (Caisse Nationale de Prévoyance des Ouvriers du Bâtiment). Des fouilles archéologiques ont eu lieu en 2004 qui réactivent l'histoire du parc Henri-Gautier à Baillet.
D'autres fouilles effectuées fin 2012 ont exhumé des éléments sculptés par Joseph Moïseevitch Tchaïkov (en) du pavillon soviétique de l'exposition universelle de 1937.
En juin 2019, l'apparition d'un agroglyphe dans un champ de blé de la commune, repéré par un pilote de l'aéroclub d'Enghien Moisselles, entraîne un afflux de visiteurs qui y voient l'œuvre d'extraterrestres ou d'êtres surnaturels, certains venant même y prier,. Le vulgarisateur en astronomie Arnaud Thiry — créateur l'année précédente d'un cercle de culture à Sarraltroff, conçu comme un test à destination des experts en ufologie — révèle finalement que l'agroglyphe de Baillet-en-France est lui aussi une réalisation humaine, inspirée de celle de Sarraltroff.

## Politique et administration

### Rattachements administratifs et électoraux
Rattachements administratifs
Antérieurement à la loi du 10 juillet 1964, la commune faisait partie du département de Seine-et-Oise. La réorganisation de la région parisienne en 1964 fit que la commune appartient désormais au département du Val-d'Oise et à son arrondissement de Sarcelles après un transfert administratif effectif au 1er janvier 1968.
Elle faisait partie de 1793 à 1964 du canton d'Écouen, année où elle intègre le canton de Sarcelles-Centre de Seine-et-Oise. Lors de la mise en place du Val-d'Oise, elle rejoint en 1967 le  canton de Viarmes. Dans le cadre du redécoupage cantonal de 2014 en France, cette circonscription administrative territoriale a disparu, et le canton n'est plus qu'une circonscription électorale.
Baillet-en-France fait partie de la juridiction d’instance de Gonesse (depuis la suppression du tribunal d'instance d'Écouen en février 2008), et de grande instance ainsi que de commerce de Pontoise,.
Rattachements électoraux
Pour les élections départementales, la commune fait partie depuis 2014 du canton de Domont
Pour l'élection des députés, elle fait partie de la deuxième circonscription du Val-d'Oise.

### Intercommunalité
Baillet-en-France est membre de la communauté de communes Carnelle Pays de France, un établissement public de coopération intercommunale (EPCI) à fiscalité propre créé fin 2003 et auquel la commune a transféré un certain nombre de ses compétences, dans les conditions déterminées par le code général des collectivités territoriales.

### Liste des maires
| Période                                  | Période                     | Identité            | Étiquette | Qualité                                                                                                   |
| ---------------------------------------- | --------------------------- | ------------------- | --------- | --- |
| Les données manquantes sont à compléter. |                             |                     |           | |
| mai 1925                                 | ?                           | M. Boiscommun       |           | |
|                                          |                             |                     |           | |
| 1961                                     | 1983                        | Jean Nicolas        |           | |
|                                          |                             |                     |           | |
| mars 2001                                | ?                           | Claude Grébonval    | SE-DVD    | |
| 2005                                     | En cours (au 15 avril 2021) | Christiane Aknouche | SE-DVD    | Fonctionnaire Vice-présidente de la CC Carnelle Pays de France (2018 → ) Réélue pour le mandat 2020-2026, |

## Population et société

### Démographie
L'évolution du nombre d'habitants est connue à travers les recensements de la population effectués dans la commune depuis 1793. Pour les communes de moins de 10 000 habitants, une enquête de recensement portant sur toute la population est réalisée tous les cinq ans, les populations de référence des années intermédiaires étant quant à elles estimées par interpolation ou extrapolation. Pour la commune, le premier recensement exhaustif entrant dans le cadre du nouveau dispositif a été réalisé en 2004.

En 2022, la commune comptait 1 947 habitants, en évolution de −2,65 % par rapport à 2016 (Val-d'Oise : +4 %, France hors Mayotte : +2,11 %).
| 1793 | 1800 | 1806 | 1821 | 1831 | 1836 | 1841 | 1846 | 1851 |
| ---- | ---- | ---- | ---- | ---- | ---- | ---- | ---- | ---- |
| 168  | 189  | 189  | 197  | 212  | 224  | 200  | 204  | 185  |

| 1856 | 1861 | 1866 | 1872 | 1876 | 1881 | 1886 | 1891 | 1896 |
| ---- | ---- | ---- | ---- | ---- | ---- | ---- | ---- | ---- |
| 192  | 189  | 234  | 221  | 246  | 238  | 224  | 240  | 254  |

| 1901 | 1906 | 1911 | 1921 | 1926 | 1931 | 1936 | 1946 | 1954 |
| ---- | ---- | ---- | ---- | ---- | ---- | ---- | ---- | ---- |
| 242  | 239  | 241  | 290  | 366  | 393  | 381  | 439  | 438  |

| 1962 | 1968 | 1975  | 1982  | 1990  | 1999  | 2004  | 2006  | 2009  |
| ---- | ---- | ----- | ----- | ----- | ----- | ----- | ----- | ----- |
| 437  | 451  | 1 472 | 1 495 | 1 409 | 1 710 | 1 787 | 1 815 | 1 975 |

| 2014  | 2019  | 2022  | - | - | - | - | - | - |
| ----- | ----- | ----- | - | - | - | - | - | - |
| 2 031 | 1 899 | 1 947 | - | - | - | - | - | - |

### Petite enfance
Une micro-crèche municipale gérée par une structure privée est créée en 2016 avec le soutien financier de la Caf, de la communauté de communes et du Conseil départemental. Elle a une capacité de 10 berceaux.

## Culture locale et patrimoine

### Lieux et monuments
Baillet-en-France ne compte aucun monument historique classé ou inscrit sur son territoire, hormis son parc.
- Église Saint-Martin (XVIe – XIXe siècles)

C'est un petit édifice d'une facture simple, avec une nef unique de trois travées et un chœur également de trois travées, se terminant par un chevet en hémicycle. 
Bâti en 1529, c'est la partie la plus ancienne de l'église et pourrait être l'ancienne chapelle des seigneurs d'O. La tour carrée au nord de la première travée du chœur fut remaniée en 1760. Une chapelle latérale d'une travée flanque le clocher et la seconde travée du chœur. Toutes les fenêtres sont plein cintre. Le porche devant la façade occidentale montre l'influence du classicisme et constitue le seul élément extérieur à avoir bénéficié d'une modeste ornementation sculptée. 
L'intérieur de l'église est revêtu de lambris en bois de chêne, offert par le comte de Choiseul en 1830,. La cloche de 1601 ; la dalle funéraire avec le gisant de Charles d'O et son épouse Madeleine de L'Hôpital-Vitry et le tableau représentant saint Philippe au recto saint Barthélémy au verso sont classés monument historique au titre des objets.
- Fontaine publique, place de la Fontaine

C'est un bel exemplaire du début de la fabrication industrielle de mobilier urbain en fonte, avec un riche décor dont des motifs végétaux et des têtes de lion. Elle est offerte vers 1820 par le comte de Choiseul, ramenant l'eau potable au milieu du village grâce à une conduite en pierre depuis le ruisseau dit « Fontaine des Fièvres ».
- Ancien relais de poste, place de la Fontaine : l'actuelle boulangerie-pâtisserie, jadis également café, est l'un des plus anciens commerces du village et était encore un relais de poste au début du XXe siècle[35].
- Le parc de Baillet[40] est un secteur de la forêt de Montmorency aujourd'hui séparé de cette dernière par la Francilienne. L'accès se fait par l'ancien portail du parc du château, au nord du village. Au parc de Baillet, se situe une mare aménagée au Moyen Âge.
- Centre international Joseph Wresinski, de l'association Aide à toute détresse quart monde

À l'emplacement de l'ancien hôtel seigneurial du Petit-Gournay, le comte de Choiseul fait édifier un pensionnat pour jeunes filles vers le milieu du XIXe siècle, et confie la gestion aux sœurs hospitalières de Saint-Charles. L'instruction y est gratuite mais également dominée par la religion. Le pensionnat fonctionne après la Seconde Guerre mondiale au bout d'une longue période de déclin, mais le bâtiment reste occupé par les sœurs de Saint-André-de-la-Croix jusque dans les années 1980. Depuis, l'association ATD Quart monde s'y est installée avec son quartier général, à proximité de l'ancienne résidence du père Wresinski à Méry-sur-Oise, et les archives du fondateur de l'œuvre humanitaire y sont conservées. Les anciens bâtiments du pensionnat ont fait l'objet d'une restauration et ont été complétés par une aile supplémentaire.
- Statue monumentale « Notre-Dame de France, reine de la Paix »

Entre Montsoult et Moisselles, chemin Notre-Dame-de-France (accès depuis la zone d'activités de Baillet près du carrefour de la Croix Verte et de la gare de Montsoult - Maffliers) : œuvre de Roger de Villiers et Raymond Subes, cette statue de la Vierge couronnait le pavillon du Vatican durant l'exposition universelle de 1937. Après avoir été installée dans la cour de la chapelle Notre-Dame-de-la-Salette de Suresnes jusqu'en 1959 puis été stockée dans les sous-sols de la mairie communiste d'Amiens, elle est remontée au cœur de la plaine de France en 1988. 
Au pied de la statue, haute de sept mètres, un oratoire ouvert nuit et jour et une chapelle consacrée en 2018 accueillent les pèlerins et les visiteurs, notamment plus de cinq mille Tamouls chaque 15 août. La communauté chrétienne chaldéenne vient aussi s’y recueillir,.

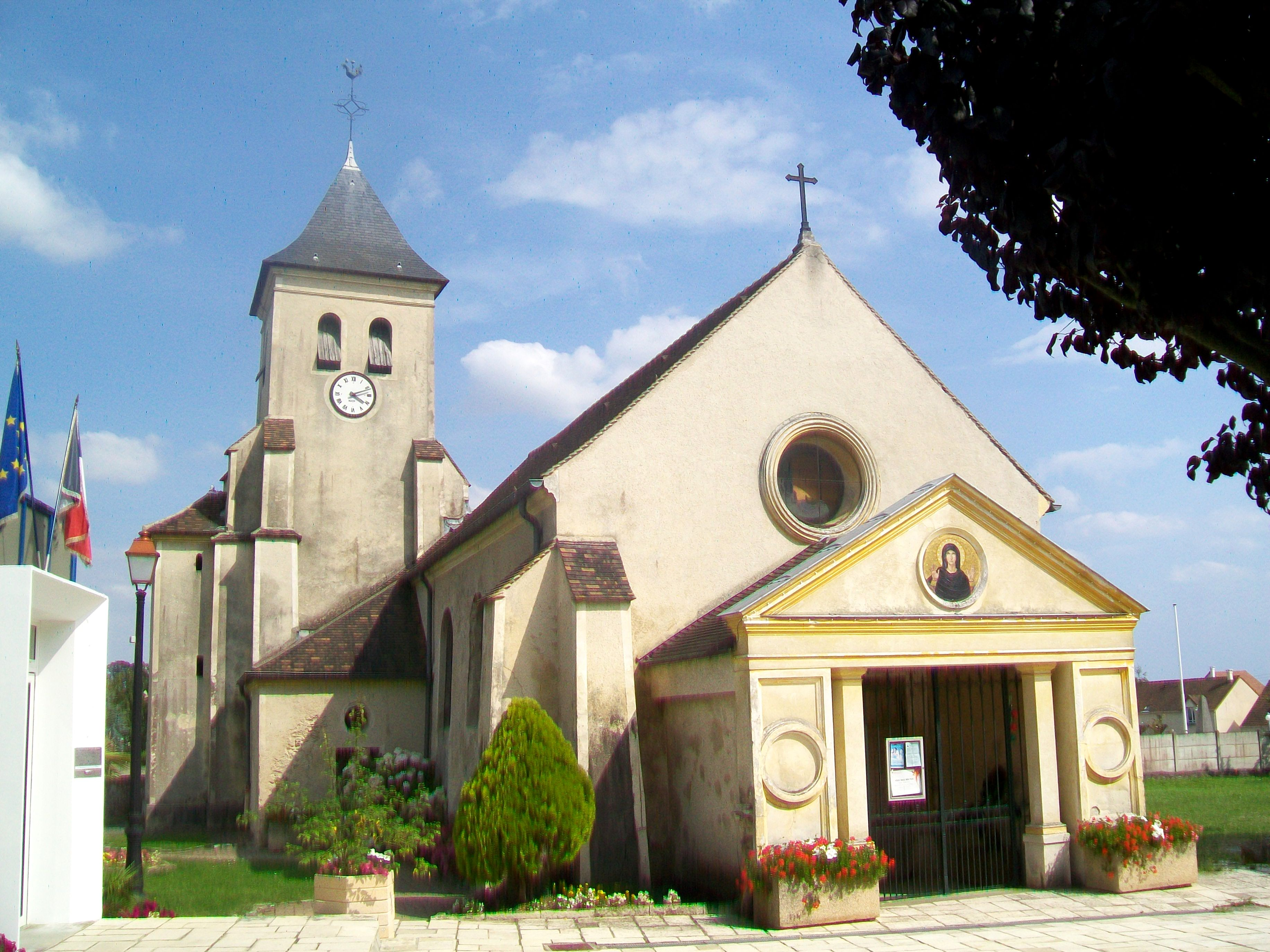
L'église.
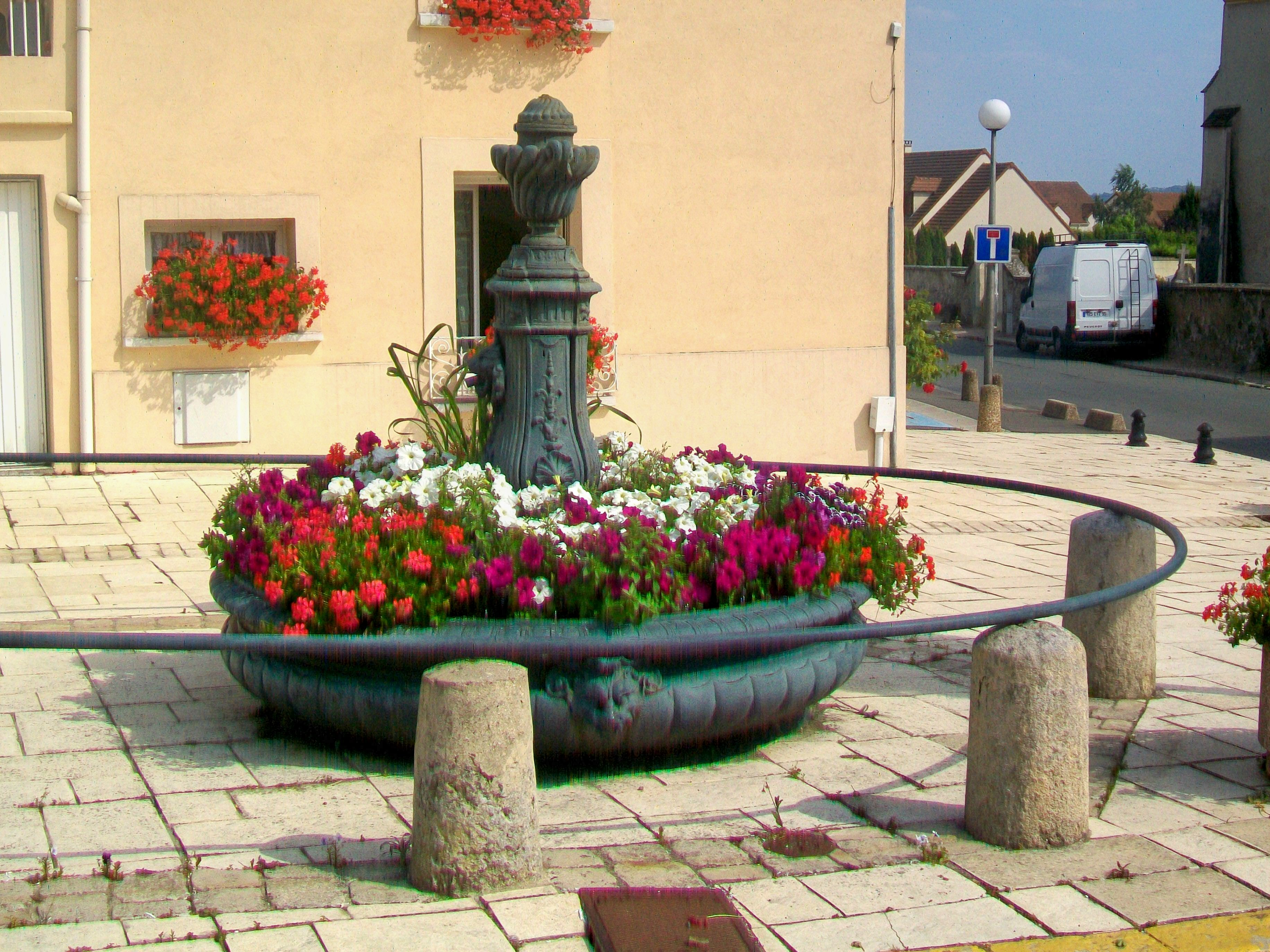
Fontaine publique.
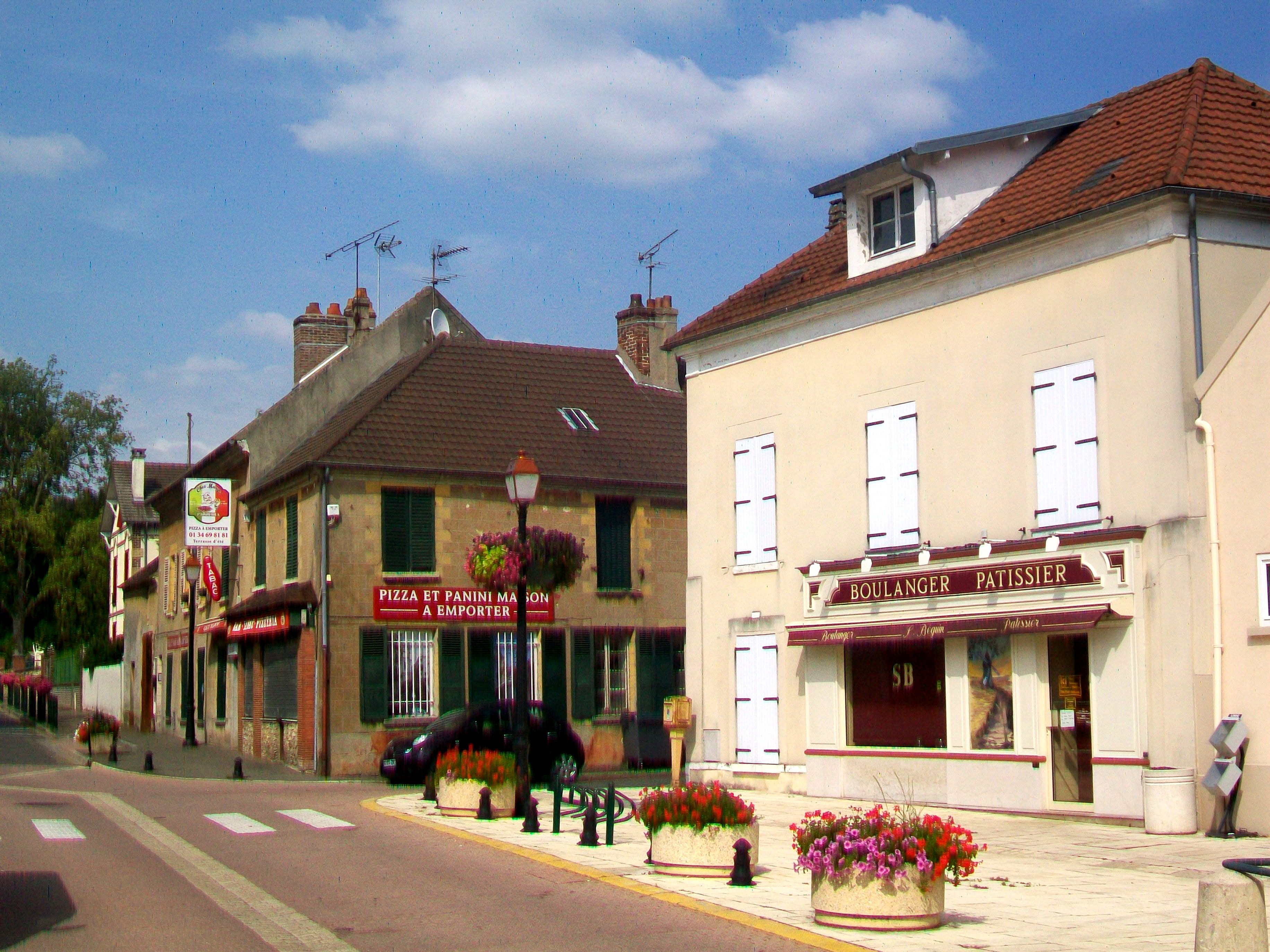
Ancien relais de poste (à droite).
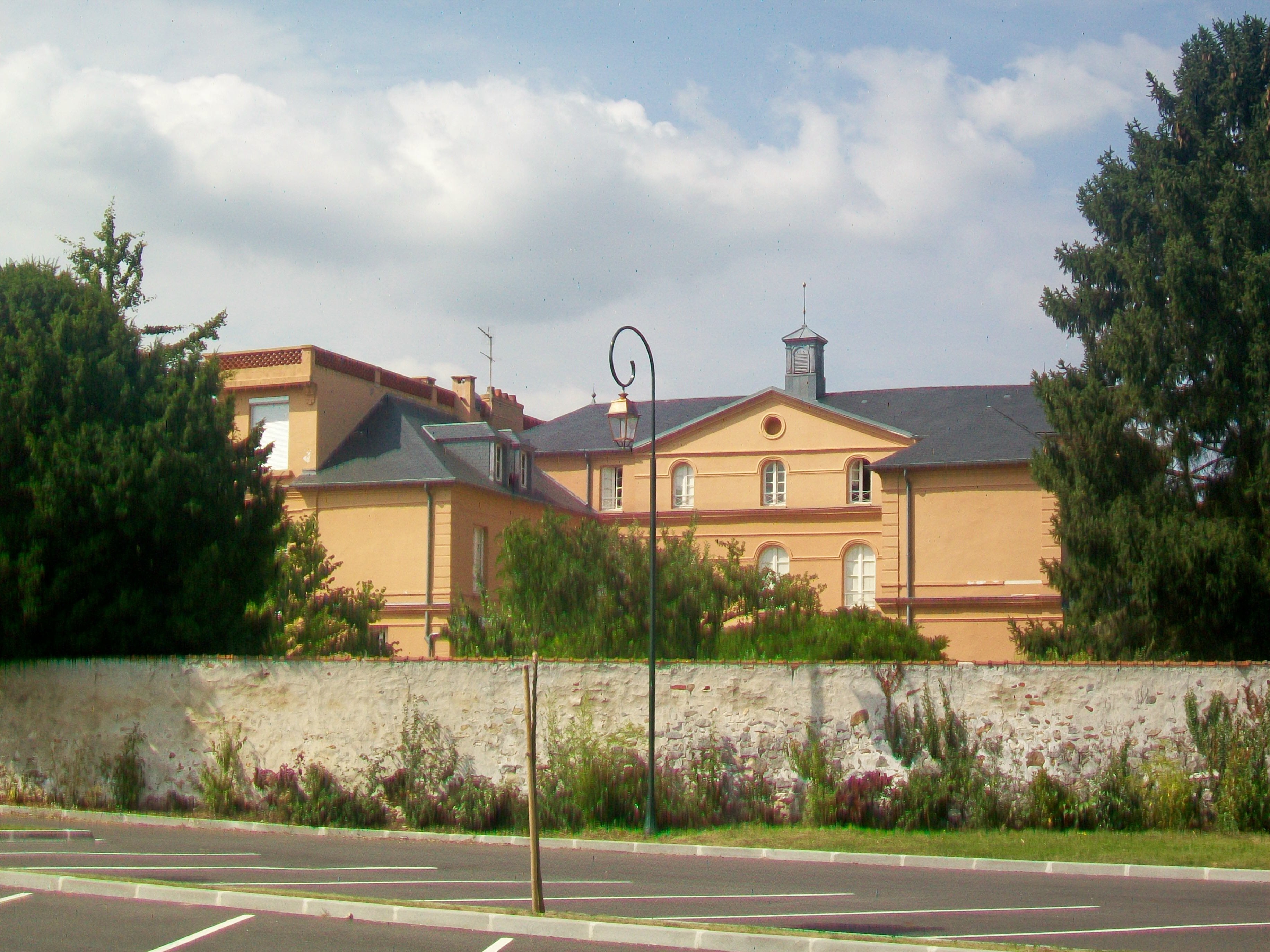
Ancien pensionnat.
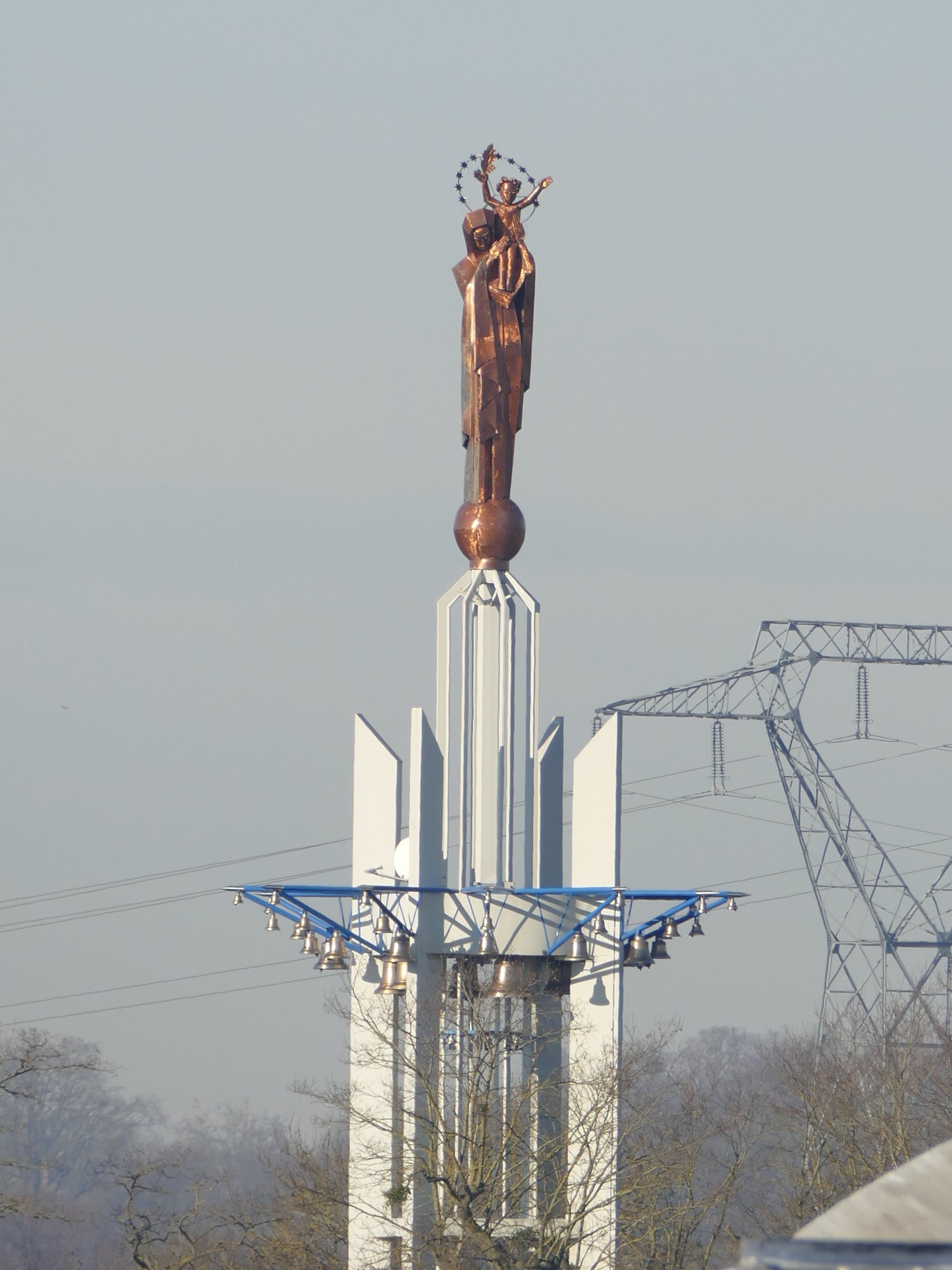
Statue de Notre-Dame de France, et son carillon.
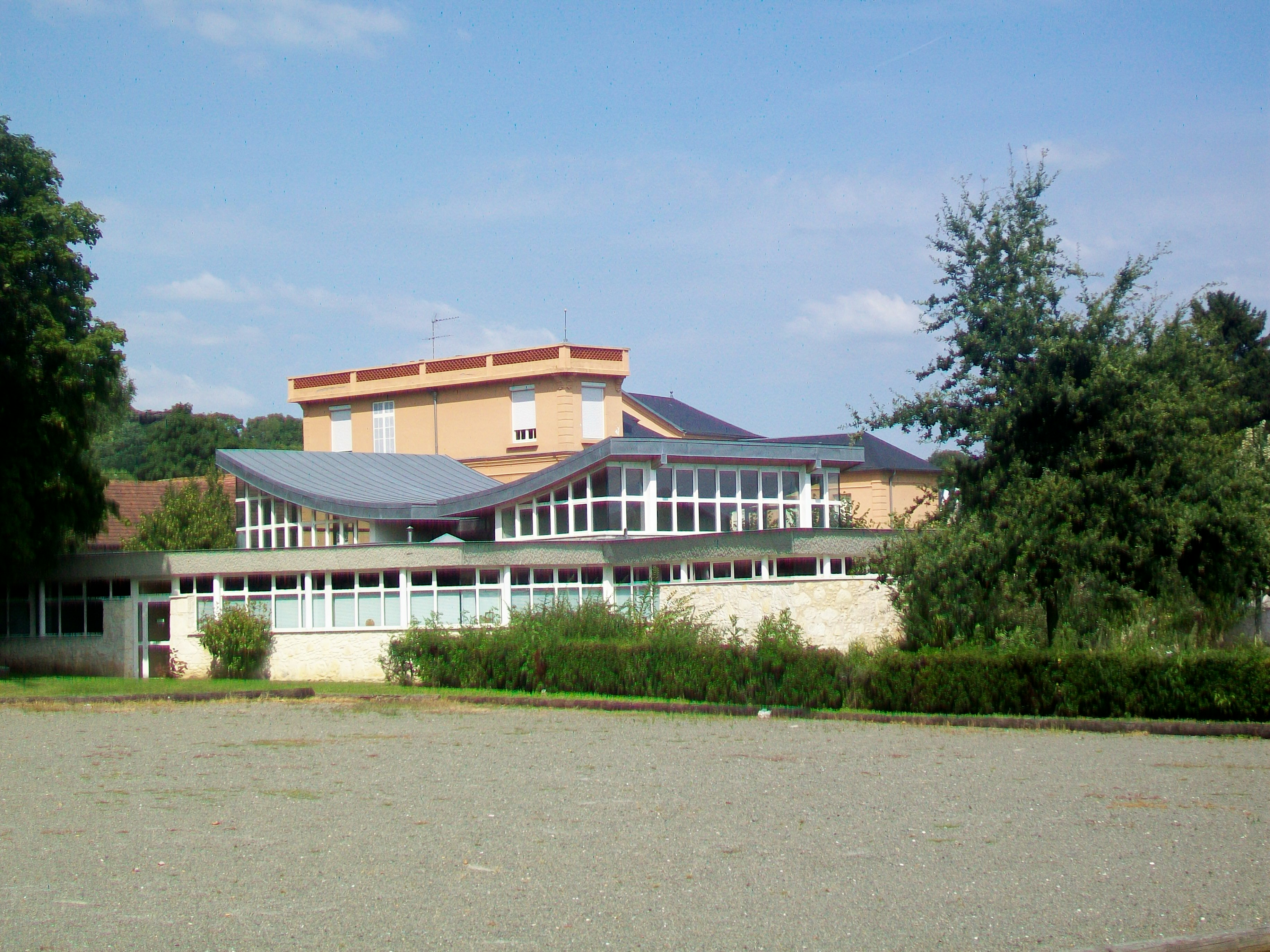
Centre international Joseph-Wresinski.

### Personnalités liées à la commune
- Jean ou Jehan Hutin Le Baveux[45], confident de Charles V, lieutenant et chambellan[46] du duc de Bourgogne en 1369. Il était seigneur de Fresnes et Gaillicourt, seigneur de Baillet-en-France[47] et Franconville en 1377[48]. Il épouse en 1382 Jacqueline de Vieuxpont, fille de Jean II de Vieuxpont et de Jeanne de Vendôme. Il épouse ensuite Mathilde de Poissy.
- Claude Ciari, guitariste solo du groupe Les Champions, a habité au no 26 Grande-Rue dans les années 1970, devenue depuis rue Jean-Nicolas[réf. nécessaire]. A partir de 1964, il a ensuite enregistré en solo plusieurs albums instrumentaux et en quartet, musiques de films, chansons populaires et morceaux emblématiques Corses. Il vit maintenant au Japon, où il a fondé une famille.
- Robert Quibel, dit Bob Quibel (1930-2013), contrebassiste, arrangeur et chef d'orchestre français, mort et enterré à Baillet-en-France.
- Michel Sénéchal (1927-2018), artiste lyrique enterré à Baillet-en-France.

### Héraldique
| Blason de Baillet-en-France | Blason  | D'azur à la croix d'argent chargée en cœur d'un lion de sable, cantonnée de douze fleurs de lys aussi d'argent ordonnées 2 et 1. |
| Blason de Baillet-en-France | Détails | |